# Río Anzu
Río Anzu är ett vattendrag i Ecuador. Det ligger i provinsen Napo, i den centrala delen av landet, 120 km sydost om huvudstaden Quito.